# Scemo & + scemo 2
Scemo & + scemo 2 (Dumb and Dumber To) è un film del 2014 scritto, diretto e prodotto dai fratelli Peter e Bobby Farrelly.
Con protagonisti Jim Carrey e Jeff Daniels, è il sequel del film Scemo & più scemo (1994).

## Trama
Venti anni dopo le vicende di Aspen, Lloyd è ricoverato in una clinica psichiatrica, visitato da Harry tutti i mercoledì. Ad un certo punto, però, Lloyd si risveglia dal suo stato catatonico e rivela di aver solo giocato uno scherzo all'amico. Usciti dalla clinica, i due ritornano al loro appartamento di Providence e qui Harry rivela a Lloyd di avere urgente bisogno di un trapianto di rene. I due si mettono quindi sulle tracce dei genitori di Harry, ma scoprono dai suoi genitori adottivi che quelli naturali sono morti; in compenso, l'anziana coppia consegna ad Harry un pacco di lettere e da una cartolina del 1991 intendono che Harry ha una figlia, nata dalla relazione con Fraida Felcher.
I due per trovarla dapprima fanno visita a "Pistolino", un loro vecchio amico, per poi scoprire dai suoi genitori che è morto tanti anni prima a causa di un incidente. Nonostante ciò riescono a ritrovarla e scoprono che la bimba è stata data in adozione ad uno scienziato; dopo averne trovato l'indirizzo, Harry e Lloyd partono. La compagna dell'uomo e il suo tuttofare sono in combutta per ucciderlo e intascare l'eredità, ma quando Harry e Lloyd arrivano a casa sua lo scienziato li incarica di consegnare alla figlia Penny, che si trova a El Paso alla Ken Convention per ritirare un riconoscimento per lui, un pacchetto contenente la sua più importante scoperta. I due partono assieme al tuttofare, che assieme alla donna ha deciso di ucciderli per ottenere i profitti dell'invenzione, ma durante il viaggio il tuttofare viene mortalmente investito da un treno merci su di un passaggio a livello. Il suo posto nel piano verrà tuttavia preso dal suo gemello.
Harry e Lloyd riescono ad arrivare a El Paso e a conoscere Penny; nonostante Lloyd se ne innamori perdutamente, Harry gli dice che sua figlia deve frequentare qualcuno di meglio di uno come lui. Alla convention arriva anche Frida, che ritrova la figlia. Dopo che Lloyd si è fatto asportare un rene per l'amico in Messico, le due, Lloyd e Harry vengono presi in ostaggio dalla moglie del professore e dal fratello del tuttofare, ma l'FBI fa irruzione e lo scienziato svela il suo piano per far arrestare i due, essendosi accorto che la donna avvelenava i suoi pasti. Il contenuto del pacco si rivela essere dei semplici cupcakes, mentre all'ospedale Harry rivela a Lloyd di aver solo finto di aver bisogno del rene per vendicarsi dello scherzo ventennale della clinica. Fraida, infine, rivela che il padre di Penny è "Pistolino". Penny conosce i suoi nonni paterni mentre Harry e Lloyd riprendono la loro vita insieme.
In una scena dopo i titoli di coda, Harry e Lloyd sono sulla strada di ritorno e si lamentano del fatto che i frappé che hanno comprato ad un fast food sono stati fatti diversamente da come avevano richiesto, non capendo di aver scambiato le loro bevande. I due gettano via i frappé che vanno a sporcare il parabrezza di un camion dietro di loro; il camionista altri non è che Grande Mulo, lo stesso a cui Harry e Lloyd giocarono uno sporco tiro mancino anni prima; questo, riconosciuti i due, schiaccia furioso l'acceleratore per investirli.

## Produzione
Il budget del film è stato di circa 40 milioni di dollari.
Le riprese del film sono iniziate il 23 settembre 2013 e si sono svolte nello stato della Georgia, tra le città di Atlanta, Marietta e Grantville.

## Colonna sonora

### Tracce
1. Alive - Empire of the Sun
2. She Got a Mind - Natural Child
3. Right Action - Franz Ferdinand
4. Mistakes of My Youth - Eels
5. Cinderella - Firefall
6. When I'm Alone - Lissie
7. Me and You - Jake Bugg
8. On the Dark Side - John Cafferty & the Beaver Brown Band
9. Wandering Star - Empire of the Sun
10. Periwinkle Sky - The Dahls
11. Tonight - Empire of the Sun
12. Sticky Situation - The Jane Carrey Band
13. Disarm - Empire of the Sun

## Promozione
(Tagline del film)
Il primo trailer del film viene diffuso il 10 giugno 2014.

## Distribuzione
La pellicola è stata distribuita nelle sale cinematografiche statunitensi a partire dal 14 novembre 2014 e in quelle italiane dal 3 dicembre.

### Doppiaggio italiano
Stefano Masciarelli torna a doppiare dopo 20 anni dall'ultima (e finora unica) volta Jeff Daniels nel ruolo di Harry Dunne, mentre rispetto al primo film Pino Quartullo viene sostituito da Roberto Pedicini (ormai abituale doppiatore di Jim Carrey) per il ruolo di Lloyd Christmas. Anche Bruno Conti riprende il ruolo dell'energumeno "Grande Mulo".

## Riconoscimenti
- 2014 - Golden Trailer Awards
  - Candidatura per il Miglior teaser poster
- 2015 - Teen Choice Awards[7]
  - Candidatura per il Miglior film commedia
  - Candidatura per il Miglior attore in un film commedia a Jim Carrey
  - Candidatura per la Miglior intesa in un film a Jim Carrey e Jeff Daniels